# Tyrnävä
Tyrnävä est une municipalité du Nord-Ouest de la Finlande, dans la région d'Ostrobotnie du Nord.

## Géographie
Située non loin d'Oulu au sud (30 km du centre-ville), elle a connu comme les autres communes entourant la grande ville du nord du pays une forte croissance de sa population, souvent supérieure à 1,5 % par an. Elle s'est également agrandie en annexant en 2001 la petite municipalité de Temmes (700 habitants).
La commune reste largement dépendante de l'agriculture. Son produit phare est la pomme de terre, qui est soit exportée dans tout le reste du pays, soit fermentée et distillée sur place dans l'usine du groupe Shaman Spirits, pour en faire de la vodka.
La commune reste un des bastions du Læstadianisme conservateur en Finlande.
Les municipalités voisines sont Kempele au nord-ouest, Oulu au nord, Muhos à l'est, Liminka au sud et à l'ouest.
Depuis 1980, la démographie de Tyrnävä a évolué comme suit, :
| Année      | 1980  | 1985  | 1990  | 1995  | 2000  | 2005  |
| ---------- | ----- | ----- | ----- | ----- | ----- | ----- |
| population | 3 900 | 4 117 | 4 387 | 4 787 | 5 035 | 5 732 |

| Année      | 2010  | 2015  | 2020  |
| ---------- | ----- | ----- | ----- |
| population | 6 416 | 6 793 | 6 639 |

## Transports
La Seututie 827 est la voie routière principale de Tyrnävä.
Elle se sépare de la route nationale 4 (E75) dans le quartier Ala-Temmes de Liminka.
La seututie 822 relie Tyrnävä à Pyhäntä.

## Personnalités
- Matti Härmä, bâtisseur d'églises
- Tapani Tölli, ministre